# تریدر جوز
تریدر جو'ز زنجیره‌ای خصوصی از بقالی هاست که مقرش در مونرویا، کالیفرنیا در لس آنجلس بزرگ است. تا مه ۲۰۱۳، تریدر جو'ز ۴۷۱ مغازه داشته است که تقریباً نصف ان در کالیفرنیا بوده و بیشترین تمرکز آن در جنوب کالیفرنیا است. این شرکت در ۳۰ ایالت و واشینگتن دی سی حضور دارد.
این شرکت به افتخار مؤسسش جو کلمبی نامگذاری شده است. گفته شده ایدهٔ این شرکت در جریان تعطیلات وی در کارائیب توسعه پیدا کرده است. تئو آلبرشت در ۱۹۷۹ این شرکت را خریداری کرد.